# Цивірко Микола Євгенович
Микола Євгенович Цивірко (16 жовтня 1952, м. Київ — 13 вересня 2022, м. Київ) — український журналіст, поет і публіцист. Член Національної спілки журналістів України.

## Біографічні відомості
Закінчивши десятирічну школу, працював на Київському авіаційному заводі (1970—1972), служив у радянській армії (Кутаїсі, Грузія).
Після армії навчався на факультеті журналістики Київського державного університету імені Т. Г. Шевченка (1974—1979). Журналістську кар'єру розпочав у Києво-Святошинській районній газеті «Шлях до комунізму» (нині «Новий день»), з 1982 року працював у РАТАУ на посаді спостерігача редакції Вісника для районних газет. Його статті тоді активно публікувала величезна кількість українських періодичних видань. Це були статті на теми українського національного відродження, відновлення у правах української мови, культури, церкви.
Опісля працював у газетах «Вечірній Київ», «Сільські вісті», «Слово Просвіти». Був редактором газет «Християнська Україна» та «Голос Православ'я». З квітня 2019 року працював провідним фахівцем прес-центру НМУ імені О. О. Богомольця.

## Громадська діяльність
Член Національної спілки журналістів України та Всеукраїнського товариства «Просвіта» імені Тараса Шевченка.
2004 року разом із Віталієм Карпенком та редакцією газети «Вечірній Київ» виграв справу проти Олеся Бузини, захистивши честь і гідність Тараса Шевченка.

## Творчість
Вірші почав писати ще у шкільні роки. Вступаючи до університету після армії, представив приймальній комісії єдину на той час публікацію — «Сталевий вірш», написаний ще 1971 року і надрукований у багатотиражці авіазаводу «Прапор змагання».
Є автором поетичних збірок «Гарячий камінь» (К., 2015), «Оптимістичне» (К., 2017) та «Київський БРОКС» (Луцьк, 2019). Упорядкував книгу Степана Шульги «Життєві пригоди військового топографа» (2021).

## Родина
Його батьки — художники-графіки, які свого часу ілюстрували книжки і підручники, сестри — архітектори.
Одружений, має двох дітей і чотирьох онуків.